# Tân Tác
Tân Tác là một xã thuộc huyện Văn Lãng, tỉnh Lạng Sơn, Việt Nam.
Xã Tân Tác có diện tích 26,68 km², dân số năm 1999 là 1.129 người, mật độ dân số đạt 42 người/km².
Theo thống kê năm 2019, xã Tân Tác có diện tích 26,68 km², dân số là 1.000 người, mật độ dân số đạt 38 người/km².